# Kosta Pećanac

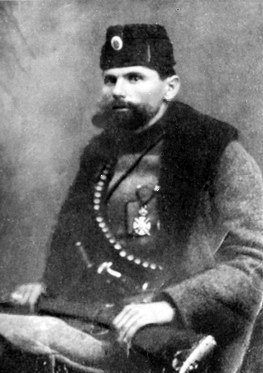
Kosta Pećanac (um 1912/1913)

Kosta Milovanović Pećanac (serbisch-kyrillisch Коста Миловановић Пећанац; * 1879 in Dečani, Vilâyet Kosovo, Osmanisches Reich; † 25. Mai 1944 in Nikolinac, Serbien) war ein serbischer Vojvode von Tschetnik-Verbänden in den Balkankriegen sowie im Ersten und Zweiten Weltkrieg. Als solcher war er während des Zweiten Weltkrieges ein Kollaborateur mit dem nationalsozialistischen Deutschland und mit der Marionettenregierung des von der Wehrmacht besetzten Serbien.

## Leben

### Erster Weltkrieg

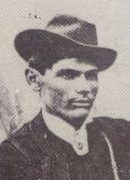
Pećanac im Jahr 1905.

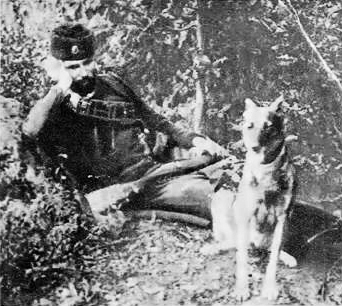
Kosta Pećanac (1916)

Gemeinsam mit der serbischen Armee zogen sich die Tschetnik-Verbände vor den österreichisch-ungarischen Truppen über Korfu nach Saloniki zurück. Das bulgarische Besatzungsregime in Südserbien nahm immer grausamere Formen an, sodass Ende 1916 eine Tschetnik-Gruppe unter Kosta Pećanac dorthin zurückkehrte. Sie hatte den Auftrag einen Massenaufstand der Bevölkerung solange zu verzögern, bis die serbische Armee ihn unterstützen könnte. Nachdem er den sogenannten Toplica-Aufstand nicht mehr verhindern konnte, stellte sich Pećanac im Februar 1917 an seine Spitze. Nach anfänglichen Erfolgen wurden die Aufständischen von bulgarischen Truppen vernichtend geschlagen und es folgten blutige Repressalien gegen die serbische Zivilbevölkerung.

### Zwischenkriegszeit
Im Jahr 1932 wurde Pećanac zum Präsidenten des politisch einflussreichen Tschetnik-Veteranenvereins, der nach dem Vereinsbericht von 1938 über 1.000 Sektionen mit insgesamt 50.000 Mitgliedern verfügt haben soll. Der streng national-serbisch und ultra-konservative Veteranenverein hatte sich in den 1920er-Jahren zum Hauptagitator gegen die Kommunistische Partei entwickelt.

### Zweiter Weltkrieg
Nach dem Balkanfeldzug (1941) der deutschen Wehrmacht im Zweiten Weltkrieg und der anschließenden Besetzung Jugoslawiens begann Pećanac mit der Aufstellung einer bewaffneten Tschetnik-Gruppe, die bis Sommer 1941 etwa 3.000 Mann im südlichen Serbien umfasste. Zu dieser Zeit nahm der Sicherheitsdienst der SS mit Wissen des Militärbefehlshabers Kontakt mit Pećanac auf.
Nach dem Überfall auf die Sowjetunion Ende Juni 1941 verkündete Pećanac öffentlich, dass seine Tschetniks keinen Widerstand gegen die deutschen Besatzer leisten werden verbot seinen Tschetniks deutsche und italienische Truppen anzugreifen, wenn sie sich gegenüber der Zivilbevölkerung korrekt verhielten. Ein Angebot des Tschetnik-Führers Draža Mihailović zur Zusammenarbeit ließ er unbeantwortet und stellte der Wehrmachtsführung seine Leute zum Kampf gegen die Partisanen zur Verfügung. Pećanac rief zur Kollaboration mit den deutschen, italienischen und bulgarischen Besatzungsmächten auf, in der Hoffnung seine Anhänger vor Repressalien zu bewahren.
Später erklärte er sich bereit seine eigenen Verbände, die sogenannten Pećanac-Tschetniks, gegen kommunistische Partisanen einzusetzen und von den Tschetniks des Draža Mihailović fernzuhalten. Pećanacs Truppe wurden von der deutschen Besatzungsmacht zunächst als Hilfsgendarmerie im Gebiet Zentralserbiens eingesetzt. Der deutsche Befehlshaber Serbien erhoffte sich davon, „daß neue Regierung in gewisser Verbindung mit Četniki (des Kosta Pećanac – W.[alter] M.[anoschek]) zur Wiederherstellung von Ruhe und Ordnung wesentlich beitragen und die national gesonnenen Serben zumindest veranlassen wird, mit Kommunisten nicht gemeinsame Sache zu machen“. Pećanacs ortskundige Truppe leistete der deutschen Wehrmacht und der serbischen Kollaborationsregierung unter Milan Nedić im Sommer und Herbst 1941 nicht unwesentliche Dienste. Der Chef der deutschen Militärverwaltung und SS-Gruppenführer Harald Turner bescheinigte Pećanac die zugesicherte politische Linie eingehalten und gute Erfolge gegen Kommunisten erzielt zu haben (Bericht vom 3. Dezember 1941).
Bis zum Winter 1941/1942 wuchsen die Pećanac-Tschetniks auf 5.255 Mann an und stand unter deutscher Befehlsgewalt.
Im Mai 1942 betrug ihre Höchststärke 13.400 Mann. Pećanac's Stellung wurde jedoch durch die Besetzung seines Heimatgebietes Prokuplje im Südosten Serbiens im Januar 1942 durch das bulgarische Heer völlig untergraben.
Die serbische Bevölkerung dieses Gebietes fürchtete eine Annexion durch Bulgarien und wandte sich den kommunistischen Tito-Partisanen zu. Außerdem misstrauten die Deutschen Pećanac. Im Herbst 1942 lösten sie den überwiegenden Teil seiner Verbände wieder auf. Ein Teil der Mannschaften wurde in die Serbische Staatswache übernommen, die Gendarmerietruppe der Regierung von Milan Nedić.
Pećanac wurde von konkurrierenden Tschetnikverbänden gefangen genommen und 1944 in Nikolinac bei Sokobanja auf Befehl von Mihailović aufgrund der Kollaboration von einer sogenannten „Schwarzen Troika“ hingerichtet.

## Auszeichnungen (Auswahl)
- Orden des Karađorđe-Sterns mit Schwertern